# Mohammed Ben Abdelhadi Zniber (décès en 1854)

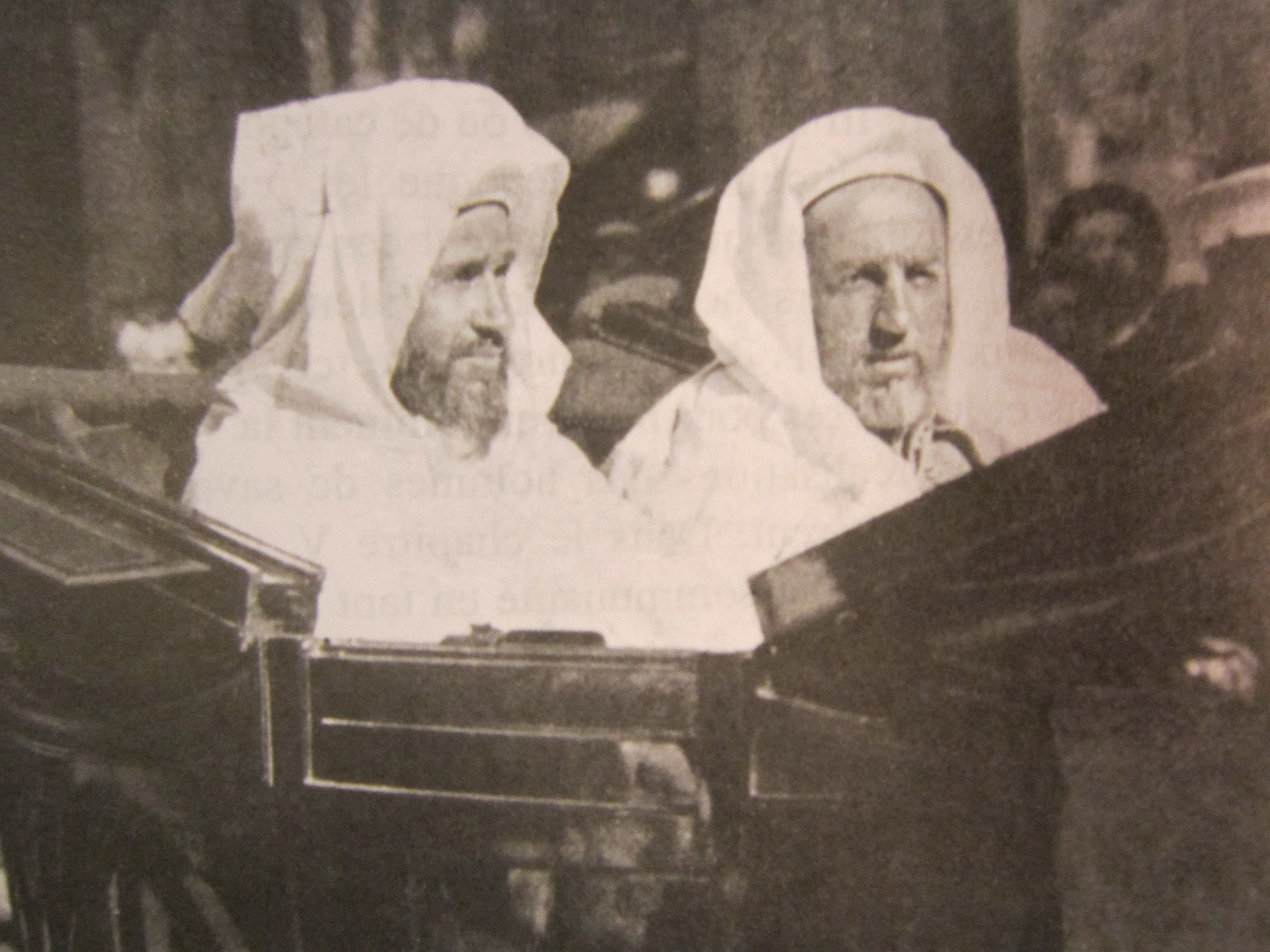
Le petit fils du Pacha, l'ambassadeur Mohammed ben Abdelhadi Zniber, photo prise à Madrid en 1909

Pour les articles homonymes, voir Zniber et Mohammed Ben Abdelhadi Zniber.
Mohammed Ben Abdelhadi Zniber I (v. 1800 - 1854) est un Pacha de Salé vers le milieu du XIXe siècle. Il est notamment connu pour avoir défendu la ville de Salé pendant le bombardement de la ville en 1851 par la flotte française.
Le Derb (Quartier) Mohammed Ben Abdelhadi Zniber à Salé est nommé à son honneur.

## Descendance

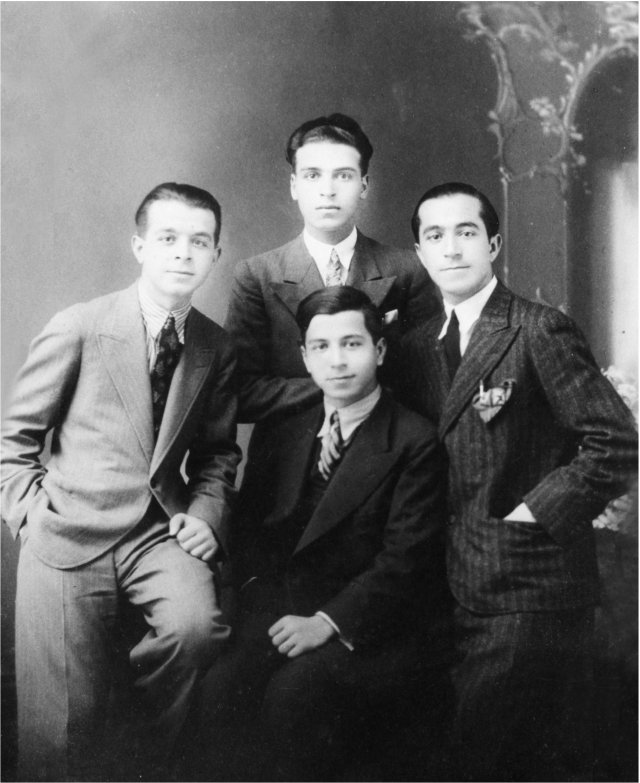
Photo des Frères Hajji (dont Saïd Hajji au premier rang) et Abdelhadi Zniber III, fils de Mohammed Ben Abdelhadi Zniber, à l'université de Damas en 1934

## Biographie
Mohammed Ben Abdelhadi Ben al-Hachemi Zniber, né au sein d'une ancienne famille de Salé d'origine andalouse, est un nadir des habous qui devient Pacha de sa ville natale pendant la première moitié du XIXe siècle. Son père l’adel Abdelhadi Ben al-Hachemi Zniber était encore vivant en 1241 de l'Hégire (1825 ou 1826). La branche des Zniber Ben Abdelhadi est nommée d'après lui.
Mohammed Ben Abdelhadi Zniber I finance la restauration du mausolée de Sidi Ben Achir. Il résiste au bombardement de Salé du 26 novembre 1851 par les Français sous le contre-amiral Dubourdieu. Il est emporté par la vague de choléra qui s'abat sur la ville en 1854. Il serait le deuxième restaurateur de la Médersa Abou Al-Hassan de Salé après le cadi de Salé Mohammed Ben Hajji Zniber au XVIIIe siècle.

## Bombardement de Salé
Le 1er avril 1851, un navire de marchandises français (chargé de blé notamment) commandé par un certain Jouve chavire devant les cotes Salétines. Une opération de sauvetage fut alors lancée. Celle-ci permit de sauver quelques tonnes gardées à Rabat et à Salé. Le lendemain, quelques faiseurs de trouble de Salé en profitèrent pour piller toutes la cargaison. La perte du côté français était estimée à 11,391 francs en or d'après une enquête du Pacha de Salé,.
Après plusieurs mois d'attente de remboursement sans réponse de la part du Sultan, le gouvernement français décide de se venger par la force. Par ordre du prince-président Louis-Napoléon Bonaparte, les liens diplomatiques sont coupés entre les deux pays et le consul Jules Doazan, résidant à Rabat, est démis de ses fonctions.

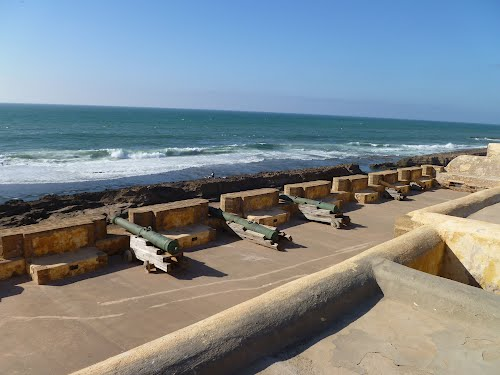
Borj Adoumoue, un des bastions fortifiés d'où le Pacha aurait défendu les cotes grâce à des canons de facture britannique

Le 10 novembre de la même année, le contre-amiral Dubourdieu est nommé par le ministre de la marine pour mener à bien la mission. Une flotte de 5 navires (6 d'après l'historien salétin Ahmad ibn Khalid Naciri qui cite un vaisseau du nom de Napios) lui est confiée ; celle-ci est composée du vaisseau Henri IV (armé de 100 canons), deux frégates à vapeur Sané et Gomer et deux autres navires, le Narval et Le Caton. La flotte se réunit à Cadix avant l'assaut.
Le 24 novembre, les navires se rendent en secret à Tanger pour récupérer Doazan et le secrétaire du consul Fleurat, qui restent à bord du Narval. Le 25, la flotte se trouve face à Salé. Le contre-amiral demande des excuses et un remboursement immédiat sous peine de bombardement. Le Pacha de Rabat se soumet. La bataille commence le 26 novembre 1851 à 11h ; les canons français se mettent en batterie. Salé se défend et arme ses canons, tout comme Rabat. Après sept heures d’enchaînement de tirs, la flotte envoie un compte rendu au ministère de la marine :

« La ville a subi d'importants dommages. La muraille Almohade fut gravement touchée ainsi que la Grande Mosquée dont le minaret fut touché par 6 boulets. Plusieurs maisons ont été détruites, d'autres ont brûlé pendant toute la nuit. 7 ou 6 tabjiyas périrent ainsi qu'entre 12 et 15 civils. Dans le camp français, il y a eu 4 morts et 18 blessés. Henri IV a subi d'importants dommages tout comme pour Sané. »

Cette expédition est un demi-échec pour les Français, qui s'attendaient à une révolte des Salétins contre le gouverneur, qui ne se produit pas. Ce dernier punit et exile les fauteurs de troubles.
Quelques mois plus tard, le gouverneur Zniber décrit la situation au sultan Abd Arrahmane :

« Dieu a donné au peuple de l'Islam des jambes fermes tenant toujours debout et a fait manifester sa religion en dépit des polythéistes. Pas beaucoup de mal nous a été fait, Dieu merci. [...] Nous avons vu de nos propres yeux la bienveillance de Dieu et la beauté inimaginable de sa création. Quand Dieu repoussa les infidèles, ils ne pouvaient rien accomplir. Dieu a donné la victoire aux croyants et les a gardés à l'abri de la tromperie de l'ennemi. »

## Visite de Narcisse Cotte chez le Pacha

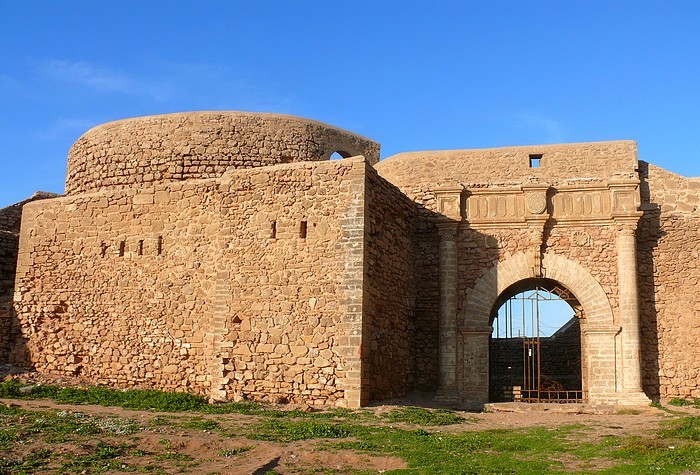
Borj Roukni ou Borj El-Kébir, bastion atlantique fortifié bâti sous le Pacha Zniber en 1853 à la suite du bombardement de la ville

Dans son roman autobiographique Le Maroc contemporain, l'écrivain français et envoyé diplomatique Narcisse Cotte raconte sa visite à Salé et son séjour hospitalier dans la demeure du Pacha Zniber pour renouer les liens rompus à cause du bombardement. Avant sa visite, le Pacha a menacé d'un terrible châtiment quiconque osera offusquer son invité. Cotte fut accueilli par la mise en batterie de canons qui saluèrent leur arrivée sur la plage. Cotte est frappé par la beauté de Salé dont il rappelle ses exploits passés à l'époque des corsaires et qu'il décrit comme étant une ville Sainte, de sages et d'érudits et un important centre religieux rivalisant avec Kairouan et La Mecque. Narcisse Cotte décrit la maison du Pacha Zniber comme un "palais" où domine l'architecture hispano-mauresque.
Il décrit le Pacha comme ayant un embonpoint, un teint clair et une longue barbe noire. L'odeur d'ambre et de musc se dégageait de ses vêtements. Il écrit aussi que la famille remontait ses origines aux Abencérages ou aux Zégris. Les deux gens, entourés de chorfas, discutèrent longtemps de politique autour d'un tajine de poulet. Pour rassurer l'agent français, le Pacha envoya un homme avec ce message: "Combien de mains exiges-tu qu'on t'apporte sur un plat? Je ferais couper celles des gens qu'on verra rôder autour de vos ancres!".

## Pachas de la ville de Salé depuis 1817
- ?-1817 : Boujmiaaâ[19]
- 1817-? : Ahmed Ben Mohamed Zniber[19]
- 1827-1840 : Hajj Ahmed Ben Mohamed Ben Al-Hashimi Aouad[20]
- 1840-? : Abu Amar Ben Al-Hajj At-Tahir Fannish (Fennich)[20]
- ? : Abd Al-Aziz Mahbuba[20]
- ?-1854 : Mohamed Ben Abdelhadi Zniber[20]
- 1854-1861 : Abd Al-Aziz Mahbuba (2d mandat)[20]
- 1861-1892 : Hajj Mohamed Bensaid[20]
- 1892-1905 : Abdallah Ben Mohamed Bensaid (fils du précédent)[20]
- 1905-1914 : Hajj At-Tayyib As-Sbihi[20]
- 1914-1958 : Hajj Muhammad Ben At-Tayyib As-Sbihi (fils du précédent)[20]